# 羽叶新月蕨
羽叶新月蕨（学名：Pronephrium parishii）为金星蕨科新月蕨属下的一个种。